# بيتر أ. سينجر
بيتر أ. سينجر (بالإنجليزية: Peter A. Singer)‏ هو طبيب أمريكي، ولد في 1960.